# Roda de Ter (revista)
La revista Roda de Ter o RDT és una publicació de l'Ajuntament de Roda de Ter que es va publicar per primer cop el setembre de 1945, inicialment amb una periodicitat anual coincidint amb la festa major, i a partir de 1949 mensual. Va passar a ser bimensual el gener i febrer de 2011.

## Història
Roda de Ter va substituir la revista «Amanecer», que es va començar a publicar el 1943, amb continguts tant d'actualitat local com culturals i literaris, que tenia exemplars extraordinaris en motiu de la festa major i es va deixar de publicar definitivament el 1949, moment en el qual Roda de Ter passa a ocupar el seu lloc.
Roda de Ter va mantenir la línia literària, amb continguts tant d'actualitat local com d'informació de llibres publicats, vida teatral de la vila i sobre literatura de ficció, sobretot narrativa i poesia. Ambdues revistes van tenir en els seus orígens el mateix grup de persones col·laboradores entre les quals en l'àmbit cultural i literari Miquel Martí i Pol.
El setembre de 2012 es van començar a digitalitzar i fer consultables les edicions d'entre l'abril del 2008 i el 2011 al lloc web. La resta d'exemplars històrics es poden consultar al catàleg de la Xarxa de Biblioteques Municipals de la Diputació de Barcelona.